# Samaritani
I samaritani (in ebraico שומרונים‎?, in arabo السامريون‎?) costituiscono un gruppo etnoreligioso originario della Palestina d'identità israelita. Discendente dalla commistione di varie popolazioni semitiche stanziate nella Samaria, la comunità professa il samaritanesimo, religione abramitica strettamente correlata all'ebraismo. 
Basano le loro credenze sul Pentateuco samaritano e affermano che la loro venerazione per il Dio biblico è l'autentica religione professata dagli israeliti prima del loro esilio a Babilonia, conservatasi grazie ai pochi che erano rimasti in Terra Santa, ed opposta a quell'ebraismo che considerano modificato e alterato dagli israeliti tornati da Babilonia. Ancestralmente, i samaritani sostengono di discendere delle tribù israelite di Efraim e Manasse e dai sacerdoti leviti. Il termine "samaritano" deriva dall'ebraico shamerim (שַמֶרִים), cioè "custodi (della Legge)".
A partire dal Medioevo i samaritani si convertirono per la grande maggioranza all'islam, assimilandosi quindi agli altri palestinesi, mentre una piccola comunità concentrata a Nablus mantenne la propria identità religiosa e culturale. La comunità comprende 796 membri (popolazione censita nel 2017), dei quali 381 sono concentrati in Cisgiordania, precisamente a Kiryat Luza, nei pressi del monte Garizim, e 415 in Israele, perlopiù a Holon.

## Storia

### Origini

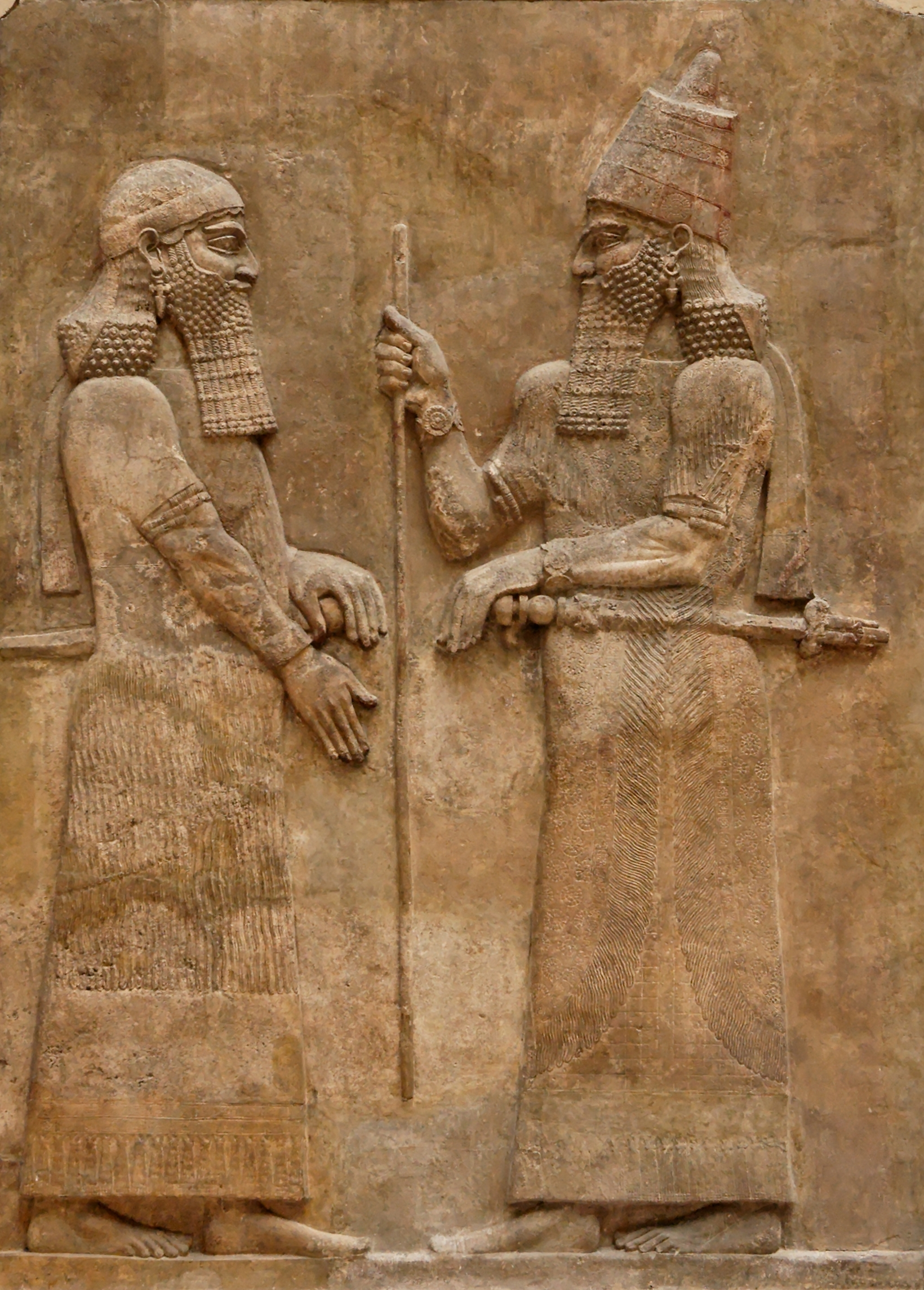
Sargon II e un alto dignitario

Da un punto di vista strettamente storico i samaritani sono i discendenti di quanti, fra le popolazioni israelitiche delle nove tribù del regno settentrionale di Israele, rimasero sul posto al momento della deportazione delle élite urbane esiliate dagli Assiri (Sargon II si vanta in una sua iscrizione di avere deportato dalla regione in tutto 27.290 persone, quindi palesemente non l'intera popolazione). Questa popolazione di "rimasti", si fuse nel corso dei secoli con una parte delle popolazioni pagane a loro volta deportate in Israele.
Tra gli ebrei era diffusa l'opinione che solo i discendenti delle tribù del Regno di Giuda (Giuda, Beniamino, Levi, Simeone) fossero "veri" e "puri" ebrei dopo l'Esilio babilonese, e che invece i samaritani discendessero esclusivamente dagli stranieri pagani deportati in Israele nel 722 a.C. per sostituire le popolazioni ebraiche totalmente deportate.
La visione biblica contrasta però con la persistenza nei territori dell'ex Regno di Israele, anche durante il periodo esilico, sia della cultura materiale esistente prima della conquista assira (il che indica che le popolazioni erano le stesse), sia soprattutto del culto di Dio (peraltro considerato "illegittimo" dai compilatori dei libri biblici post-esilici).
La Bibbia spiega tale persistenza con una visione divina che aveva insegnato ai popoli pagani nuovi arrivati il culto yahwista, dopo la totale scomparsa degli ebrei dal paese.
Ovviamente da un punto di vista strettamente storico si trattò invece di un classico fenomeno di assimilazione dei nuclei stranieri da parte delle popolazioni già esistenti in luogo, numericamente prevalenti.
Abu l-Fath as-Samiri, che nel XIV secolo scrisse una delle maggiori opere storiche sui samaritani, commenta le loro origini:
«Una terribile Guerra civile scoppiò fra Eli, figlio di Yafni, della dinastia di Ithamar, ed il figlio di Pincus (Fineas), poiché Eli, figlio di Yafni, decise di usurpare il Sommo sacerdozio ai discendenti di Pincus. Egli era solito offrire sacrifici su un altare di pietra. Aveva 50 anni, era in ottima salute ed aveva l'incarico di tesoriere dei figli d'Israele…
Egli offriva sacrifici sull'altare, ma privi di sale, come se fosse sbadato. Quando il sommo sacerdote Ozzi lo venne a sapere e vide che i sacrifici non erano validi, lo depose e si dice anche che lo avesse rimproverato aspramente.
Di conseguenza egli ed il gruppo che simpatizzava con lui si ribellarono e immediatamente lui ed i suoi seguaci con i loro animali partirono per Silo. Quindi Israele si divise in fazioni. Egli mandò a dire ai suoi: "Chiunque voglia assistere a cose meravigliose venga con me", Quindi egli raccolse un grosso gruppo [di seguaci] intorno a lui a Silo ed eresse colà un Tempio per sé; egli costruì un posto come il Tempio (quello sul monte Ehilam).  Vi eresse un altare, senza omettere alcun dettaglio, corrispondente in tutto e per tutto a quello originale, pezzo per pezzo.

A quel tempo i Figli d'Israele si divisero in tre fazioni. Una fazione lealista, sul monte Ehilam, una eretica, che seguiva falsi dei e la fazione che aveva seguito Eli, figlio di Yafni, a Silo.»
Nella realtà storica gli ebrei di Samaria, lungi dal convertirsi al paganesimo o abbandonarsi al sincretismo, secondo l'accusa rivolta loro da alcuni ebrei di Giuda, si preoccuparono di preservare il culto di Dio, fino ad arrivare a costruire (in una data non determinabile del IV secolo a.C.) un loro tempio, separato da quello di Gerusalemme, sul monte Garizim, officiato da sacerdoti di diretta discendenza aronnica; i sommi sacerdoti samaritani.
Inoltre i samaritani hanno sempre osservato i precetti mosaici così come espressi nel Pentateuco, e si sono sempre considerati discendenti di Abramo e quindi eredi del suo berith («patto») con Dio. Di più: secondo la versione samaritana della storia, sono stati semmai i Giudei a deviare dalla retta religione, aggiungendo innovazioni devianti alla corretta fede mosaica, di cui i samaritani si ritengono i soli ed ultimi depositari.

### Dopo l'esilio babilonese

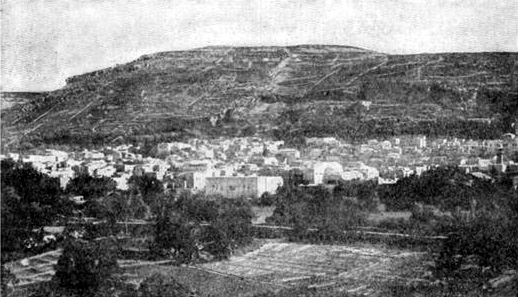
Il monte sacro Garizim

Secondo la versione dei fatti fornita dalla Bibbia, dopo il ritorno dall'esilio, i samaritani tentarono di opporsi alla ricostruzione del Secondo Tempio di Gerusalemme, e sotto Antioco IV si allearono con i pagani contro i giudei. Gli antenati dei samaritano erano stati riportati nella regione settentrionale di Israele dall'Assiria (Esdra 4,2; Giovanni 4,4-42).
Tuttavia la Bibbia stessa ammette che le "genti del paese" (am haaretz), cioè i discendenti di coloro che non erano stati mandati in esilio mescolati con i popoli deportati in Israele, offrirono la loro collaborazione per costruire assieme il Tempio e officiarlo assieme. Solo quando i "ritornati" resero chiaro che non intendevano mescolarsi con le "genti del paese" (considerate "razzialmente impure" per i loro matrimoni con non-ebrei), costoro assunsero un atteggiamento ostile, appellandosi al sovrano persiano perché fermasse la costruzione del Tempio - ma anche la fortificazione militare di Gerusalemme, correttamente letta come un'intenzione di dominio sulla regione circostante.
Questo è il quadro che emerge dal racconto biblico, che però semplifica in pochi episodi un processo che fu molto meno lineare ed univoco di quanto racconti il testo che abbiamo recepito. Lo stesso caos in cui ci sono pervenuti i due libri principali sul ritorno dall'Esilio, il Libro di Esdra e il Libro di Neemia, ricchi di anacronismi e contraddizioni, mostra che essi sono una compilazione "a posteriori" e molto rimaneggiata di una storia che fu molto più complessa di quanto ci sia stato tramandato.

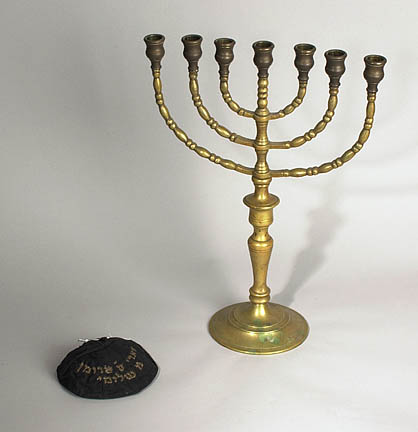
La Menorah, simbolo nazionale dei samaritani

Ad esempio, il fatto che i samaritani abbiano adottato come loro la redazione del Pentateuco elaborata dai Giudei durante l'esilio (sia pure epurandola in seguito per mostrare che il "vero" culto era quello sul Monte Garizim, non quello di Gerusalemme), mostra che almeno all'inizio ci fu un'intesa pacifica fra le due popolazioni dei "rimasti" e dei "ritornati", e un profondo scambio culturale.
La Bibbia giudaica stessa conserva tracce di un dibattito, che fu sicuramente aspro, fra il partito politico dei ritornati che volevano fondersi coi "rimasti", e quello dei ritornati che intendevano mantenere la separazione assoluta dalle "genti del Paese" come condizione per preservare la purezza del culto ebraico. Il Libro di Rut rappresenta per esempio una voce dissenziente, che mostra una donna non ebrea, vedova di un ebreo, mentre si comporta in modo esemplare verso l'ebraismo e il popolo ebraico, tale da meritarsi di diventare bisnonna del re-eroe Davide (la polemica politica in questo punto doveva essere palese ai destinatari dello scritto, anche se oggi a noi può sfuggire). La presenza di questo ed altri testi nel canone biblico dimostra che il partito politico di cui erano l'espressione fu a lungo sufficientemente forte da impedirne la messa al bando prima che diventassero "canonici".

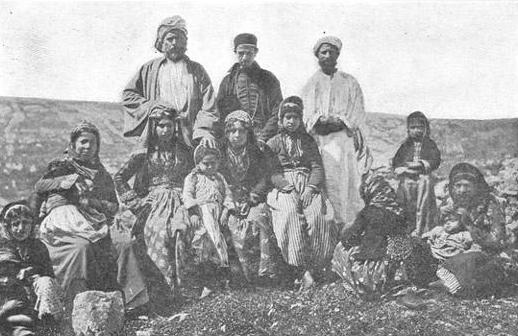
Un gruppo di samaritani verso il 1900

Se dunque i libri della Bibbia scritti dopo l'esilio presentano la decisione di separare la comunità giudaica dei "ritornati" da quella delle "genti del paese" come una decisione chiara, netta, presa senza tentennamenti, la documentazione storica - a iniziare proprio della Bibbia - mostra che essa fu la conclusione finale di un lungo scontro politico che per un lungo periodo iniziale sembrò far prevalere il partito della fusione fra i "rimasti" e i "ritornati".
Quale che sia il modo in cui si svolse lo scontro, è la Bibbia stessa ad attestare che, quando fu imposto a tutti i membri della classe sacerdotale di cacciare le loro mogli non ebraiche e i figli avuti da loro, un sacerdote che non volle sottostare a questa imposizione considerava i samaritani sufficientemente "ebrei" ed "ortodossi" da fuggire presso di loro con la famiglia, garantendo così la continuazione della linea sacerdotale legittima al culto del loro Tempio.
Quanto all'ostilità fra le due confessioni religiose, essa è un dato di fatto storicamente accertato, ma nel giudicarla vanno tenuti in considerazione anche elementi quali il fatto che alla fine non furono i pagani bensì i Giudei a radere al suolo il tempio di Samaria (sotto Giovanni Ircano, nel 123 a.C.).

### Gesù e i samaritani

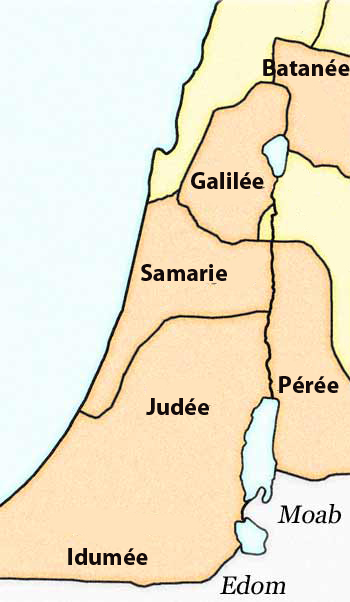
La Palestina ai tempi di Erode il Grande

Al tempo di Gesù, l'ostilità fra giudei e samaritani era ancora viva, i samaritani vengono considerati scismatici, se non veri e propri pagani.
Gesù stesso (Matteo 10,5) proibisce ai suoi discepoli di predicare in città samaritane in quanto era giunto unicamente per le "pecore smarrite" israelite, non per altri popoli e culti.
Ma è proprio per questo motivo che Gesù, raccontando la parabola del buon samaritano, sceglie uno di loro come esempio per spiegare l'attenzione che bisogna avere verso il prossimo (Luca 10,25-37), mostrando che è preferibile un "eretico", come un samaritano, che si comporta con amore verso il prossimo, di quanto non siano dei sacerdoti e dei leviti, le cui convinzioni siano del tutto ortodosse ma che si comportino senza alcuna carità verso il loro prossimo. Il vero credente, per questa parabola, è chi nelle azioni segue l'esempio di Cristo, e non chi si reca al culto nel tempio più "ortodosso". Gesù attraverso la parabola vuole quindi enfatizzare l'importanza della morale, della compassione e del giusto comportamento da tenere nei confronti degli altri, anteponendo quindi l'amore e l'etica alle formalità.
Lo stesso vale per l'incontro con la samaritana al pozzo di Giacobbe" (Giovanni 4), il cui comportamento è ancora più "paradossale" in quanto lei, "miscredente", se non addirittura "pagana" (ed anche persona dalla vita scandalosa), è capace di comprensione di cose che i credenti ortodossi, che pure hanno avuto l'educazione necessaria per comprenderle, non arrivano a capire.
Ancora in Luca 17,11-19, quando Gesù guarisce dieci lebbrosi, uno solo di loro è capace di gratitudine e va da lui a ringraziarlo, ed è un samaritano.
Pare tuttavia evidente che i giudei, anche nel periodo della dominazione romana, continuassero comunque ad avere una certa ostilità nei confronti dei samaritani. Gesù stesso, mentre insegna al tempio, viene accusato dai suoi nemici di essere posseduto dal diavolo e di essere un samaritano (Giovanni 8,48).

### Samaritani e giudei

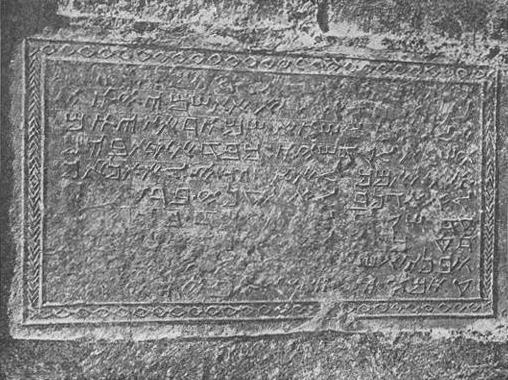
Antica iscrizione in ebraico samaritano

L'ebraismo di discendenza giudaica, che è quello praticato ormai da tutti gli ebrei del mondo ad eccezione di appena un migliaio di samaritani, ha respinto fin da dopo l'Esilio lo status ebraico dell'ebraismo di discendenza israelitica, giudicando gli ebrei samaritani scismatici, stranieri, pagani, impuri; la loro ebraicità era considerata incerta da alcuni rabbini del periodo talmudico, che li accusavano di adorare le colombe; il matrimonio tra ebrei e samaritani era proibito.
Oggi una piccola comunità di un migliaio di samaritani, di lingua araba, ancora guidata da una gerarchia sacerdotale, sacrifica l'agnello pasquale sul monte Garizim, luogo santo samaritano da oltre due millenni, vicino a Nablus.
I samaritani possiedono una loro versione del Pentateuco (l'Esateuco), che interpretano letteralmente, e anche se non considerano i Profeti e gli Agiografi come testi sacri, credono nel Messia e nella resurrezione dei morti dopo il Giudizio Universale. Buona parte delle discordanze fra la versione samaritana del Pentateuco e quella giudaica mira peraltro a stabilire sul monte Garizim, anziché sul Monte del Tempio di Gerusalemme, il "vero" luogo del culto di Dio.
Come altri settari posteriori, quali i sadducei e i caraiti, anche i samaritani possiedono un loro calendario.
Nel 351/352, durante la rivolta ebraica contro Gallo, i rivoltosi ebrei sterminarono tutti i membri delle etnie diverse presenti nelle città in loro possesso, come Diocesarea, Tiberiade e Lidda.

### Rivolta del 484

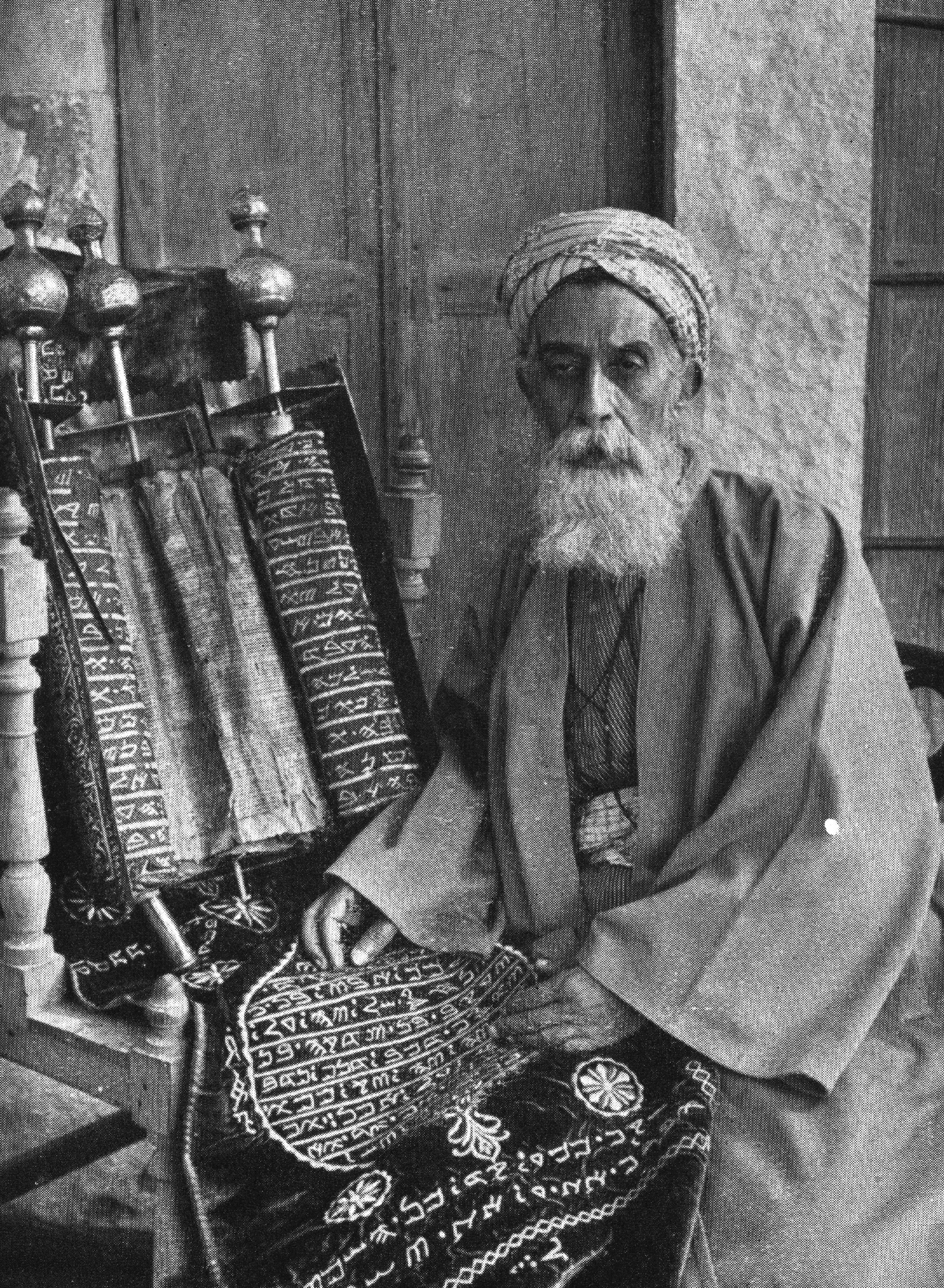
Yitzhaq ben Amram ben Shalma ben Tabia, sommo sacerdote dei samaritani, 1920 circa.

Nel 484 i samaritani si ribellarono contro il dominio bizantino. Le cause della rivolta non sono chiare; secondo alcuni storici, la rivolta fu originata da una ondata di nazionalismo nelle province orientali dell'impero originata dalla concomitante rivolta di Illo; secondo altri storici la rivolta fu causata dal tentativo delle autorità di riesumare le reliquie sacre samaritane e trasferirle a Costantinopoli.
La rivolta scoppiò a Garizim, dove cinque chiese cristiane, costruite su luoghi sacri samaritani, furono date alle fiamme. I ribelli si recarono poi alla chiesa di Santo Stefano a Neapolis (moderna Nablus); qui il vescovo locale, Terebinto, stava celebrando la messa di Pentecoste, e i ribelli gli tagliarono le dita. I ribelli nominarono loro capo un brigante locale di nome Justasa o Justa, che fu forse anche consacrato re; poi si mossero su Cesarea, che conquistarono e in cui celebrarono la vittoria organizzando delle corse di cavalli. La rivolta ebbe termine quando Justa fu sconfitto dalle truppe di Asclepiade, dux Palaestinae, rinforzate dagli Arcadiani di Rege; decapitato, la sua testa fu inviata a Costantinopoli all'imperatore Zenone.
La punizione dei samaritani fu esemplare. L'imperatore si recò per due volte a Neapolis, attorno al 489. I samaritani furono costretti a convertirsi, arsi vivi o smembrati; settanta sacerdoti samaritani furono messi a morte in una esecuzione pubblica, in un mercato cittadino (forse Neapolis). Due importanti sinagoghe samaritane, quella di Helqat Hasedeh costruita da Aqbun e quella eretta da Baba, furono confiscate e la prima convertita in un monastero. Ai samaritani fu proibito di accedere alla montagna sacra; la campagna fu devastata e le samaritane violentate.

## Demografia e politica

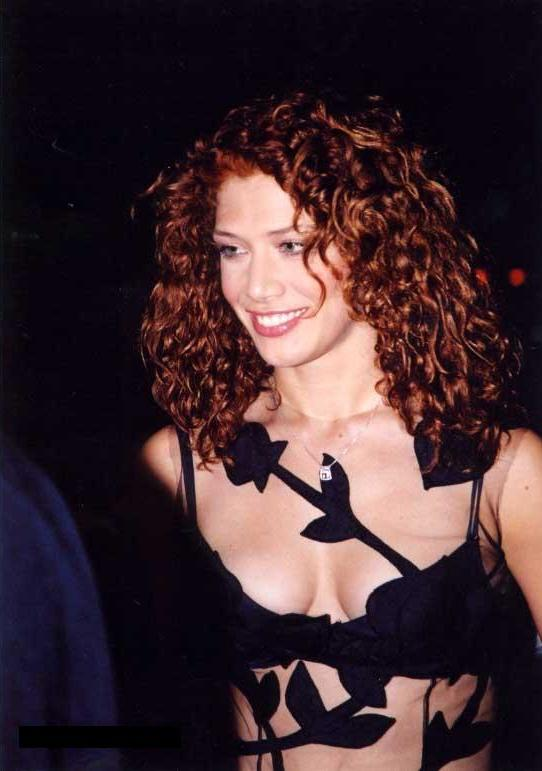
Sofi Tsedaka, cantante e attrice israeliana di origine samaritana.

Nel ventunesimo secolo i samaritani sono in maggioranza cittadini di Israele; i residenti di Kiryat Luza possiedono la doppia cittadinanza palestinese e israeliana. Ancora oggi posseggono un loro sommo sacerdote. Relativamente al conflitto israelo-palestinese la comunità adotta posizioni neutrali, anche se non sono mancati membri che hanno espresso il proprio appoggio alla causa palestinese, come Nader Sadakah, militante del Fronte Popolare per la Liberazione della Palestina.

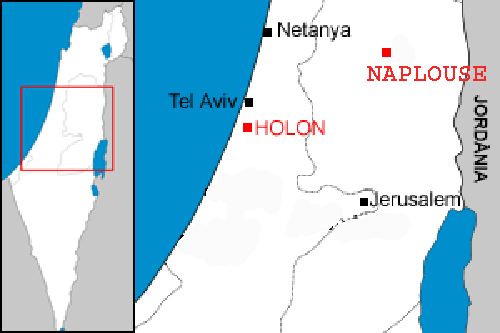
Cartina delle due comunità samaritane attuali